# Симеон (Шостацький)
Симео́н (світське ім'я — Володимир Іванович Шостацький; нар. 3 листопада 1962 , Райківці, Хмельницька область ) — архієрей Православної церкви України (до 15 грудня 2018 року — Української Православної Церкви у складі Московського Патріархату), митрополит Вінницький і Барський, постійний член синоду.

## Життєпис
Володимир Іванович Шостацький народився 3 листопада 1962 року в селі Райківці в селянській родині.
1980 року закінчив середню школу, служив в армії до 1982 року. З 1983 по 1987 роки навчався у Вінницькому медичному інституті, з 1987 по 1991 — у Московській духовній семінарії.

### Служіння в УПЦ (МП)

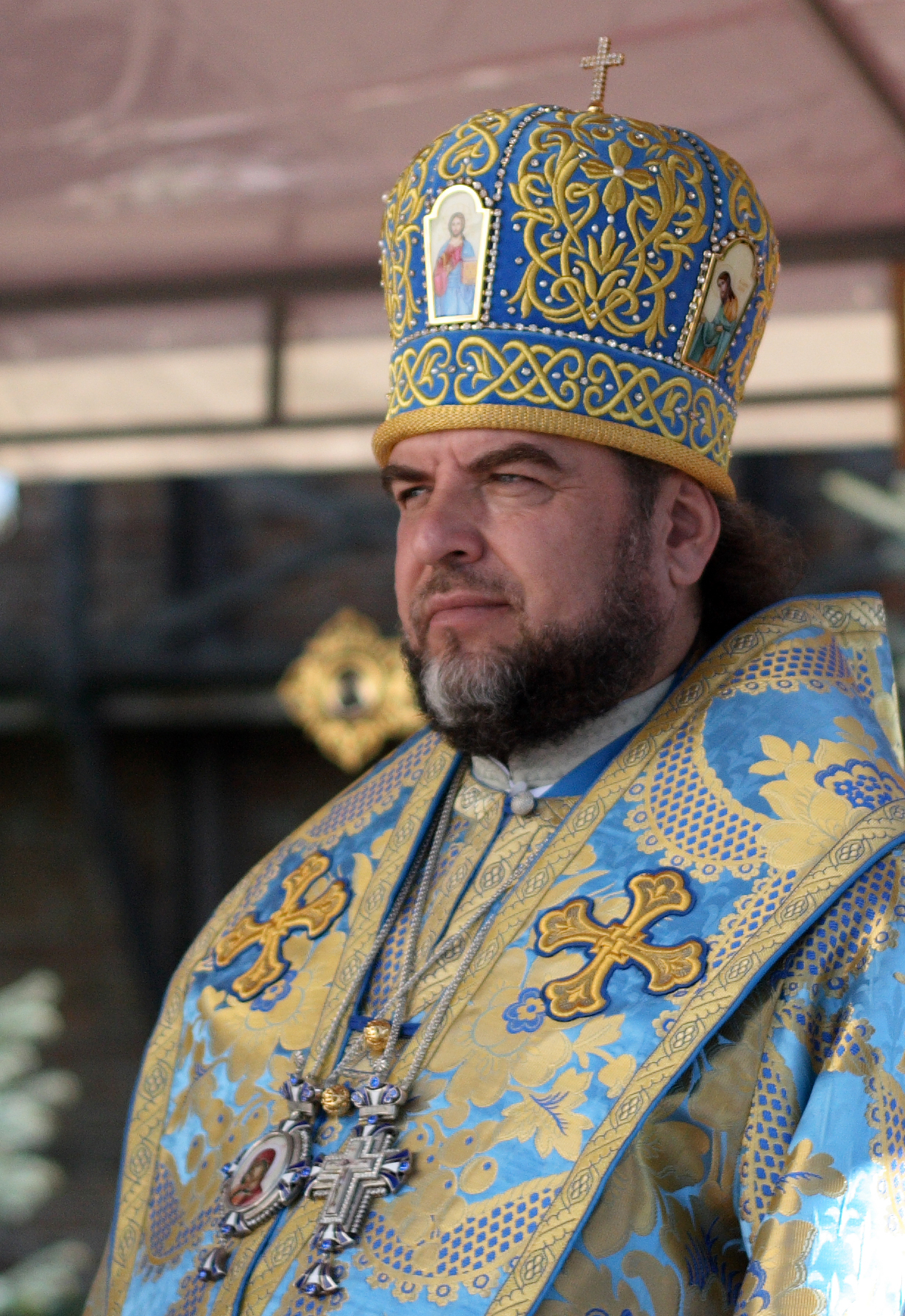
Під час літургії в Зимненському монастирі 24 вересня 2010 року.

6 грудня 1990 року в Московському Даниловому монастирі пострижений у чернецтво з ім'ям Симеон на честь Симеона Стовпника. 14 січня 1991 року був зведений у сан ієродиякона, 28 квітня — в сан ієромонаха. З 1990 по 1994 роки був доглядачем за Патріаршої резиденції в Даниловому монастирі.
1994 року став ризничним Києво-Печерської лаври і вступив до Київської духовної академії. 7 квітня 1995 року зведений у сан ігумена, 23 листопада того року — в сан архімандрита.

## Єпископське служіння
4 травня 1996 року висвячений на єпископа Володимир-Волинського і Ковельського, керівника новоствореної Володимир-Волинської єпархії УПЦ (МП).
10 травня 2002 року зведений у сан архієпископа.
Рішенням Священного Синоду Української православної церкви від 10 червня 2007 року призначений архієпископом Вінницьким і Могилів-Подільським, керівником Вінницької єпархії УПЦ (МП).
9 липня 2011 року зведений у сан митрополита.
Єдиний із 83 учасників Собору УПЦ (МП), який не підписав постанову екстреного Синоду від 13 листопада 2018 року, який відбувся в Києво-Печерській лаврі і на якому було прийнято рішення про визнання неканонічним рішення Синоду Константинопольського патріархату стосовно українського церковного питання.

### Служіння в Православній Церкві України
15 грудня 2018 року взяв участь у Об'єднавчому соборі та створенні помісної автокефальної Православної церкви України. Був одним із кандидатів на посаду предстоятеля, проте на виборах поступився митрополиту колишньої УПЦ КП Епіфанію, посівши за результатами голосування 2 місце.
Разом із колишніми предстоятелями УПЦ КП Філаретом (Денисенком) та УАПЦ Макарієм (Малетичем), став довічним членом Синоду новоутвореної церкви.

## Нагороди

### Державні
- Орден князя Ярослава Мудрого IV ст. (13 січня 2019) — за значний внесок в утвердження духовності, милосердя та міжконфесійної злагоди, вагомі особисті заслуги у розбудові незалежної Православної Церкви України, багаторічне сумлінне служіння Українському народові[2]
- Орден «За заслуги» III ст. (13 листопада 2002) — за вагомий особистий внесок у відродження духовності, утвердження ідей милосердя і злагоди в суспільстві, активну миротворчу та благодійну діяльність[3]
- Відзнака Президента України — ювілейна медаль «25 років незалежності України» (19 серпня 2016) — за значні особисті заслуги у становленні незалежної України, утвердженні її суверенітету та зміцненні міжнародного авторитету, вагомий внесок у державне будівництво, соціально-економічний, культурно-освітній розвиток, активну громадсько-політичну діяльність, сумлінне та бездоганне служіння Українському народу [4]

### Церковні
- Ювілейний орден «Різдво Христове — 2000» І ступеня (2000);
- Орден святої рівноапостольної Марії Магдалини (Польська православна церква);
- Золотий Хрест давнього патріаршого Ордена преподобного Сави Освяченого (Олександрійський патріархат)[5]